# Bo Johnsson (född 1920)
Bo Escil Johnsson, från 1960 Danstad, född 29 september 1920 i Lund, död 17 juni 1989 i Borlunda församling, var en svensk målare och tecknare.
Han var son till bankkamreren A.F. Johnsson och Hilda Lundgren och 1949–1963 gift med Inger Margaretha Liliequist. Johnsson studerade konst för Harald Isenstein, Alf Olsson och Viktor Berg 1944–1948 samt under studieresor till Nederländerna och Västtyskland. Tillsammans med Yngve Berg ställde han ut med oljemålningar och teckningar i Lund ett par gånger och han medverkade i samlingsutställningar med Konstnärsgillet i Lund. Johnsson är representerad vid Borgå stads samling i Finland.